# 阿知波大輔
阿知波 大輔（あちわ だいすけ、1973年8月11日 - ）は、愛知県出身の作曲家。

## 人物
ガストへと入社し、アトリエシリーズなどのサウンドを担当。2012年7月に退社し、現在はフリーで活動している。
作詞での名義は「青木香苗」。

## 作品

### ゲーム
- ウェルカムハウス2（1996年）
- マリーのアトリエ 〜ザールブルグの錬金術士〜（1997年） - 山西利治と共作
- エリーのアトリエ 〜ザールブルグの錬金術士2〜（1998年） - 1曲作曲
- 黒い瞳のノア（1999年）
- 大正もののけ異聞録（2003年）
- ヴィオラートのアトリエ 〜グラムナートの錬金術士2〜（2003年） - 土屋暁、中河健と共作
- イリスのアトリエ エターナルマナ（2004年） - 土屋暁、中河健と共作
- イリスのアトリエ エターナルマナ2（2005年） - 中河健と共作
- アルトネリコ 世界の終わりで詩い続ける少女（2006年） - 中河健と共作
- イリスのアトリエ グランファンタズム（2006年） - 中河健と共作
- マナケミア 〜学園の錬金術士たち〜（2007年） - 中河健と共作
- アルトネリコ2 世界に響く少女たちの創造詩（2007年） - 中河健と共作
- マナケミア2 〜おちた学園と錬金術士たち〜（2008年） - 中河健と共作
- アニーのアトリエ 〜セラ島の錬金術士〜（2009年）
- リーナのアトリエ 〜シュトラールの錬金術士〜（2009年）
- ユーディーのアトリエ 〜グラムナートの錬金術士〜 囚われの守人（2010年） - 追加曲
- ヴィオラートのアトリエ 〜グラムナートの錬金術士2〜 群青の思い出（2011年） - 追加曲
- メルルのアトリエ 〜アーランドの錬金術士3〜（2011年） - 柳川和樹と共作
- アーシャのアトリエ 〜黄昏の大地の錬金術士〜（2012年） - 柳川和樹、下田祐と共作
- エスカ&ロジーのアトリエ 〜黄昏の空の錬金術士〜（2013年） - 下田祐、柳川和樹、菊田裕樹、木下英幸、浅野隼人と共作
- 新・ロロナのアトリエ はじまりの物語〜アーランドの錬金術士〜（2013年） - 一部追加曲
- アルノサージュ〜生まれいずる星へ祈る詩〜（2014年） - 柳川和樹と共作
- シャリーのアトリエ 〜黄昏の海の錬金術士〜（2014年） - 柳川和樹、浅野隼人と共作
- よるのないくに（2015年） - 柳川和樹、浅野隼人と共作
- ソフィーのアトリエ 〜不思議な本の錬金術士〜（2015年） - 柳川和樹、浅野隼人、矢野達也、阿部隆大と共作
- フィリスのアトリエ ～不思議な旅の錬金術士～（2016年） - 柳川和樹、矢野達也と共作
- よるのないくに2 〜新月の花嫁〜（2017年） - 複数の作曲家と共作[注 1]
- リディー&スールのアトリエ 〜不思議な絵画の錬金術士〜（2017年） - 複数の作曲家と共作[注 2]
- ネルケと伝説の錬金術士たち 〜新たな大地のアトリエ〜（2019年） - 柳川和樹、中河健、矢野達也と共作
- ルルアのアトリエ 〜アーランドの錬金術士4〜（2019年） - 柳川和樹、中河健と共作
- マナシスリフレイン（2021年） - 柳川和樹、矢野達也、中迫酒菜と共作
- ソフィーのアトリエ2 〜不思議な夢の錬金術士〜（2022年） - 柳川和樹、阿部隆大と共作

### アニメ
- お兄ちゃんはおしまい!（2023年） - 桶狭間ありさと共作
- 瑠璃の宝石（2025年） - 柳川和樹と共作

### 楽曲提供

#### アーティスト・声優
- 五十嵐裕美
  - わたしの彼は巨大ロボ（作詞・作曲・編曲）
- 加隈亜衣
  - トロイメライ（作詞）

#### ゲーム
- エルクローネのアトリエ 〜Dear for Otomate〜
  - Lore Elkrone（作詞・作曲・編曲）
- クロスエッジ
  - Blade of Tears（作詞・作曲・編曲）
- 超次元ゲイム ネプテューヌmk2
  - がすとちゃん音頭（作詞・作曲・編曲）
  - がすとくん絵描き歌（作詞・作曲・編曲）
- トリニティ・ユニバース
  - COSMOLAGOON（作詞・作曲・編曲）
- ライザのアトリエ 〜常闇の女王と秘密の隠れ家〜
  - Mirage（作詞・作曲・編曲）
- ライザのアトリエ2 〜失われた伝承と秘密の妖精〜
  - Faraway（作詞・作曲・編曲）
- ライザのアトリエ3 〜終わりの錬金術士と秘密の鍵〜
  - Rectitude（作詞・作曲・編曲）

#### その他
- ガストショップ
  - 一陣の風（作詞・作曲・編曲）
  - 令和新時代！がすとちゃん音頭～お財布握って並んで待つですの～（作詞・作曲・編曲）

### CD
- アトリエシリーズ＆マナケミア　ボーカルコレクション フォルクスリート２（2007年）
- アトリエ ヴォーカルヒストリア（2009年）
- アトリエシリーズ・ボーカルコレクション フォルクスリート3（2010年）
- ロロナのアトリエキャラクターソングアルバム ～カナリア～（2010年）